# Metrichia trispinosa
Metrichia trispinosa is een schietmot uit de familie Hydroptilidae. De soort komt voor in het Neotropisch gebied.